# SourceForge
SourceForge es un sitio web de colaboración para proyectos de software. Fue fundado en 1999 por VA Software y, desde enero de 2016 es comercializado por Slashdot Media (antes llamada BizX). Provee una portada para una amplia gama de servicios útiles para los procesos de desarrollo de software e integra un amplio número de aplicaciones de software libre.
SourceForge es una central de desarrollos de software que controla y gestiona varios proyectos de software libre y actúa como un repositorio de código fuente. SourceForge.net es hospedado por VA Software y corre en una versión del software SourceForge. A 2016, ofrece alojamiento a proyectos tales como Ares Galaxy, FileZilla, 7-Zip, phpMyAdmin, etc.
Generalmente cuando se busca alguna aplicación de código abierto, la respuesta del buscador dirige a SourceForge, entre otros sitios web de descarga de software. Si se accede al enlace se encuentra la página "Summary" del proyecto, en la que están los enlaces de descarga, alguna captura de pantalla (Screenshot), características, etc.

## Críticas
En julio de 2013 SourceForge creó DevShare, un programa de monetización del software a través de la inserción de software publicitario (adware) en los instaladores de los proyectos alojados que optaran por participar en el programa. Con este método, pretendían convertir las descargas de los proyectos en una fuente de ingresos extra para los desarrolladores, para de ese modo ayudar a financiar los mismos. Todo esto se realizaba con total transparencia hacia el usuario, es decir, no se insertaba software en los instaladores de forma oculta y en todo momento se informaba al usuario de todo lo que incluía el paquete; aunque debido al diseño simplista del instalador muchos usuarios nóveles podían verse confundidos e instalar estos adwares creyendo que eran partes esenciales del programa que buscaban descargar.  La noticia recibió fuertes críticas en la comunidad del software libre y en diversos blogs y foros.
En respuesta a DevShare muchos usuarios y proyectos migraron a GitHub, a otros servicios de hospedaje a sus propios servidores.
Tras la venta de SourceForge a BizX en 2016, el programa DevShare se canceló.  El 17 de mayo de 2016 SourceForge anunció que desde entonces los proyectos están siendo analizados en busca de malware y mostrando avisos en aquellos proyectos donde se detectó algún malware.